# Jurassic Park: The Game
 (octobre 2019).
Si vous disposez d'ouvrages ou d'articles de référence ou si vous connaissez des sites web de qualité traitant du thème abordé ici, merci de compléter l'article en donnant les références utiles à sa vérifiabilité et en les liant à la section « Notes et références ».
Jurassic Park: The Game est un jeu vidéo épisodique développé et édité par Telltale Games sorti le 15 novembre 2011. Il est basé sur la franchise de Jurassic Park.

## Système de jeu
Le système de jeu inclut des comptes-à-rebours (maximum environ 5 secondes), pour appuyer sur une touche ou bouger un joystick au bon moment (pour échapper au Tyrannosaure par exemple).

## Synopsis
L'histoire raconte la quête des derniers survivants restés sur Isla Nublar. Elle se déroule pendant et après la trame de Jurassic Park. Le docteur Gerry Harding, vétérinaire du parc, et sa fille, Jessica, sont en plein travail sur Isla Nublar alors que la panne électrique a lieu. Pendant ce temps, l'associé de Dennis Nedry, engagé par Biosyn (société rivale d'InGen), et une mercenaire costaricienne, Nima Cruz, partent sur l'île à la recherche de Nedry et des embryons de dinosaures que ce dernier était censé voler pour Biosyn. Plus tard, deux groupes de mercenaires d'InGen débarquent sur l'île pour secourir les derniers survivants.

## Épisodes et chapitres
Épisode 1 : L'INTRUS
1. Prologue.
2. Bienvenue à Jurassic Park.
3. Les quais.
4. Dans la jungle, terrible jungle.
5. La clairière de Nedry.
6. Rencontre avec un Dilo.
7. Accident de la route.
8. Après vous.
9. Vade retro, Tricératops.
10. En piste.
11. Le centre des visiteurs.
12. Face-à-face avec le T-Rex.

Épisode 2 : LA CAVALERIE
1. Vue du ciel.
2. Équipe Bravo.
3. Randonnée dans la jungle.
4. Crash de l'hélico.
5. Crache ton venin !
6. En construction.
7. La promenade.
8. Laboratoire de Sorkin.
9. L'enclos des Parasaurolophus.
10. Fuite en hélico !
11. Traitement de l'eau.

Épisode 3 : LES PROFONDEURS
1. Tous aux tunnels !
2. Ils ouvrent les portes !
3. Vous avez entendu ?
4. La dispute.
5. Traque du T-Rex.
6. Les traqueurs traqués.
7. Récupérer la bombe !
8. Le titre de ce morceau.
9. Traque du raptor.
10. Centrale électrique.
11. Le nid.

Épisode 4 : LES SURVIVANTS
1. Une question de confiance.
2. On a des invités...
3. La dernière ligne droite.
4. La séparation !
5. C'est de l'histoire ancienne.
6. Le complexe marin.
7. Éthique, 1re partie.
8. Éthique, 2e partie.
9. Nage ou crève.
10. Combat à mort !
11. Amitié de longue date.